# Ejaculació precoç
L'ejaculació precoç és una falta de control sobre el reflex ejaculatori, per tant, és un trastorn de la fase de l'orgasme durant la relació sexual. La gran majoria dels homes han experimentat una ejaculació precoç en algun moment de la seva vida sexual. És el problema sexual més freqüent en els homes, que n'afecta entre el 30 i el 40%. En els casos més greus, l'home ejacula abans de la penetració de la seva parella o pocs segons després de fer-ho.

## Concepte
L'ejaculació precoç és un trastorn d'etiologia psicògena, que es defineix com la incapacitat del control voluntari adequat de l'ejaculació, la qual es produeix molt abans del desitjat. L'ejaculació precoç, per tant, impedeix la participació normal de la parella en una relació sexual satisfactòria. En determinats casos extrems pot no arribar a produir-se la penetració, la qual cosa seria causa d'esterilitat.
Es tracta possiblement d'un dels problemes sexuals més freqüents del baró, amb una prevalença d'entre un 15 i 40% de la població sexualment activa. Aquest trastorn constitueix el 31% de les consultes a les clíniques o els consultoris de teràpia sexual. Afecta principalment barons d'entre 20 i 40 anys i s'ha descrit com a comú i normal en les primeres relacions sexuals en barons joves.
Tot i que s'han fet múltiples estudis basats en les respostes neurològiques davant diferents estímuls sensorials, entre pacients amb ejaculació precoç i voluntaris sense aquesta patologia; les bases neurofisiològiques de l'ejaculació precoç encara no estan clarament definides. Si bé sabem que la sensibilitat mucocutània genital no varia entre les persones amb ejaculació precoç o sense, sí que es pot sospitar que existeix una correlació entre el temps de latència de l'ejaculació i el llindar sensorial individualitzat.
Si bé es tracta d'una entitat psicosexual, diverses patologies s'han relacionat com a possibles causes d'ejaculació precoç. D'entre elles es destaquen els processos irritatius cervicouretrals (prostatitis), determinades lesions neurològiques (esclerosi múltiple, tumors medul·lars...) i la ingesta de determinades drogues com les amfetamines o la cocaïna.

## Epidemiologia
Prop del 75% dels homes experimentaran alguna vegada en la seva vida una ejaculació precoç, mentre que la taxa de prevalença de l'ejaculació precoç com un trastorn clínic se situa mundialment en aproximadament el 30% dels homes. Els uròlegs i terapeutes sexuals troben que l'ejaculació precoç causa freqüents problemes emocionals, tant per al pacient com per a la seva parella, a més de la conclusió sobtada de l'acte sexual.
En un estudi, el 91% dels homes estudiats i que patien d'ejaculació precoç durant tota la seva vida, tenien un familiar directe amb el mateix trastorn de tota la vida.

## Classificació
L'ejaculació precoç primària es refereix a aquella que ha existit sempre, és a dir, l'individu mai ha controlat l'ejaculació. L'ejaculació precoç secundària ocorre quan s'instaura en un moment determinat després d'iniciar la vida sexual de l'individu.
Sovint, els adolescents experimenten episodis d'ejaculació precoç durant les seves primeres relacions sexuals, però amb el temps aprenen millorar el control ejaculatori. Com que hi ha una gran variabilitat entre el temps que li pren a un home ejacular i el temps en què ambdós amants desitgin que duri la seva relació sexual, els investigadors han començat a formular una definició quantitativa de l'ejaculació precoç. L'evidència fins ara demostra que hi ha un Temps Latent d'Ejaculació Intravaginal (IELTE, per les sigles en  anglès) mitjana de sis minuts i mig en home de 18 -30 anys en una relació sexual amb un amant femení.
Si es defineix a l'ejaculació precoç com un trastorn que se situa en un Temps Latent d'Ejaculació Intravaginal (IELTE) menor al percentil 2.5, es pot suggerir llavors que una ejaculació precoç és aquella que dura un IELTE de dos minuts i mig. No obstant això, s'accepta el fet que hi ha homes amb un IELTE menor als 1.5 minuts que bé poguessin estar satisfets amb la seva execució i no reportarien una falta de control ejaculatori, per la qual cosa no serien diagnosticats d'Ejaculació Precoç. D'altra banda, un home que tingui un IELTE major de dos minuts podria presentar-se amb la percepció que té poc control ejaculatori, tenir dificultats interpersonals a conseqüència d'això i sentir afligit per la situació, el que li enquadraria dins del diagnòstic d'Ejaculació Precoç.

## Causes
En una relació sexual normal, l'excitació en l'home augmenta progressivament fins a la fase anomenada "altiplà", gaudint del seu plaer sexual fins al moment que de forma voluntària arriba al clímax. L'ejaculador precoç no pot romandre en la fase de "altiplà", sinó que existeix una excitació ràpida i una ejaculació involuntària i primerenca. En molts casos, l'ejaculació precoç és un signe d'una afecció psicològica (ansietat, nerviosisme, etc.) o emocional (culpabilitat, angoixa, etc.) I en pocs casos és a causa d'un trastorn  anatòmic o  fisiològic.
Les causes de l'ejaculació precoç no estan clares. S'han suggerit moltes teories, com ara que l'EP era el resultat de masturbar-se ràpidament durant l'adolescència per evitar ser atrapat, por escènica, comportament passiu-agressiu o tenir massa poc sexe; però hi ha poques evidències que recolzin cap d'aquestes teories.
S'ha plantejat la hipòtesi de diversos mecanismes fisiològics que contribueixen a provocar l'ejaculació precoç, inclosos els receptors de serotonina, una predisposició genètica, una sensibilitat elevada del penis i una atípia en la conducció nerviosa.
Els científics han sospitat des de fa temps un vincle genètic amb certes formes d'ejaculació precoç. Tanmateix, els estudis no han estat concloents a l'hora d'aïllar el gen responsable de l'EP de tota la vida. A 2020 s'han avaluat diferents variants gèniques associades a PE. 25 estudis d'associació genètica van complir els criteris d'inclusió que van investigar 11 gens, 2.624 homes amb EP en comparació amb 9.346 homes com a controls, bessons i germans. Dinou estudis van demostrar una associació significativa amb l'EP, mentre que quatre estudis van negar aquesta relació. El polimorfisme del gen SLC6A4 es va investigar en 11 estudis (7 estudis van demostrar una relació significativa amb EP i 4 estudis van negar aquesta relació).
Altres investigadors han notat que aquells amb ejaculació precoç tenen una resposta neurològica més ràpida en els músculs pelvians. Els sexòlegs suggereixen exercicis senzills relacionats amb aquesta musculatura, que semblen millorar significativament el control ejaculador en homes amb aquests factors neurològics.

### Causes orgàniques
L'ejaculació precoç pot ser conseqüència d'infeccions urogenitals de la uretra posterior i de la pròstata, així com d'alteracions de tipus neurològic, trastorns degeneratius, alteracions vasculars, fàrmacs (antidepressius, antihipertensius, estimulants i antigripals –que contenen pseudoefedrina)–, desequilibris hormonals i totes aquelles malalties que poden alterar els mecanismes reflexos de l'ejaculació. Les afeccions psiquiàtriques, com el trastorn bipolar i el trastorn per estrès posttraumàtic, poden causar també disfunció sexual. En aquests casos, la millor recomanació ha estat conversar obertament amb el professional de salut de preferència.

### Factors psicològics i ambientals

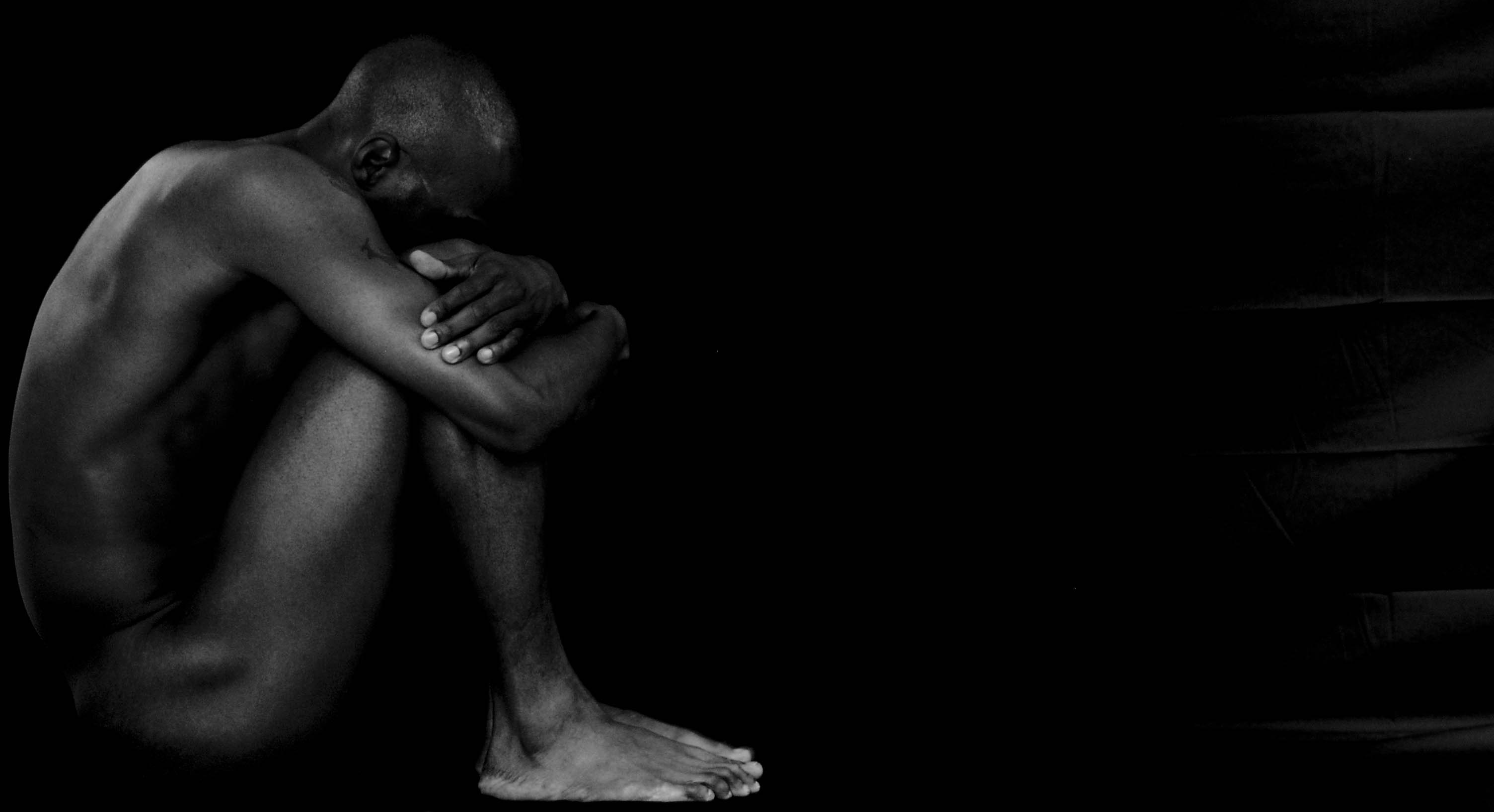
Ejacular sense intenció obre la porta a la inquietud emocional.

Certs factors no físics comunament contribueixen a una ejaculació precoç. Tot i que els homes ocasionalment subestimen la relació que existeix entre el seu benestar emocional i un acte sexual satisfactori, l'ejaculació precoç pot ser causada, temporalment, per depressió, estrès relacionat amb assumptes econòmics, expectatives poc realistes sobre la seva capacitat sexual, una història clínica de repressió sexual o una falta generalitzada d'autoconfiança. Les dinàmiques interpersonals i de grups contribueixen a millores en la funció sexual, de manera que l'ejaculació precoç pot ser causada per una falta de comunicació entre les parelles i els seus cercles socials, per ferides emocionals o per conflictes no resolts que interfereixin amb l'habilitat d'aconseguir una intimitat emocional. L'ejaculació prematura neurològica pot comportar així mateix a altres formes de disfunció sexual, o bé intensificar el problema, especialment en crear ansietat i inquietud relacionada amb el seu rendiment sexual. En un altre context menys  patològic, l'ejaculació precoç pot ser deguda simplement a un estat d'extrem desig i excitació sexual.
Algunes de les més recents investigacions s'han enfocat en el paper que pot jugar la parella femenina. Un estudi de parelles acabades de casar reportar que el IELTE del marit semblava veure afectat per les fases del cicle menstrual del seu cònjuge, sent de menor durada durant la fase de fertilitat (ovulació). Altres estudis suggereixen que els homes joves amb parelles femenines majors en edat arriben al llindar ejaculatori amb més rapidesa mitjana que aquells amb parelles de la mateixa edat o més joves. Així mateix, sembla que hi ha una major incidència d'aquesta disfunció en homes la parella pateix una inhibició del desig sexual, a causa de l'increment del període de latència entre cada relació sexual, factor intensament relacionat amb l'ejaculació precoç.

### Altres causes
Poden ser: missatges antisexuals en la infància, falta d'informació sexual, pressió per part de la parella, ambient familiar problemàtic, ansietat, estrès, por al fracàs, dificultat a controlar els estímuls. L'alcoholisme transitori sol incrementar la libido del subjecte, mentre que l'accentuada intensitat eròtica ocasionada per l'alcoholisme crònic pot venir acompanyada de disfuncions sexuals, com l'ejaculació precoç i la disfunció erèctil. L'ejaculació precoç en adolescents pot aparèixer o sostenir amb el concepte que l'activitat sexual és  pecaminosa.

## Tractament
Depenent de la seva severitat, l'ejaculació precoç es pot reduir considerablement. Els tractaments per als casos més lleus s'enfoquen a entrenar gradualment al pacient, millorant el seu condicionament mental al sexe i el control del seu estímul eròtic. En casos clínics, s'han presentat fàrmacs que retarden o eliminen la disfunció sexual.

### Modificació conductual

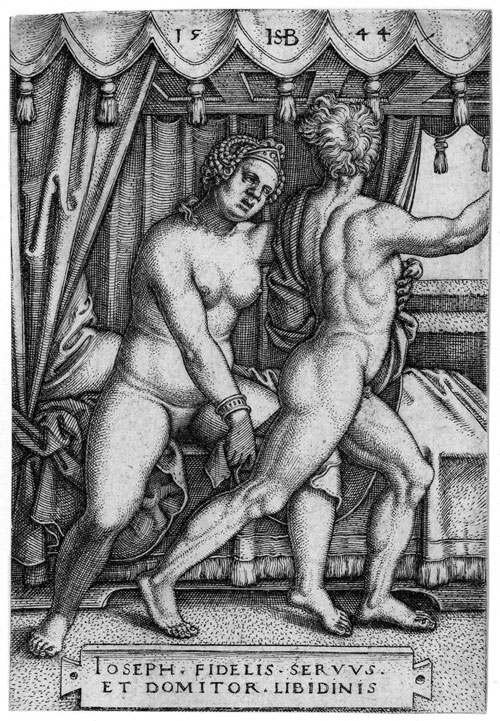
Molts dels temors sexuals poden ser resolts en parella, afirmen els experts.

L'orientació i educació sexual és el primer pas per tractar l'ejaculació precoç i tendeix a ser multidisciplinari.
La majoria dels sexòlegs prescriuen una sèrie d'exercicis que permeten que el pacient recobri el control ejaculatori. Encara que la intenció dels exercicis és per a pacients amb ejaculació precoç, altres homes poden servir-se dels exercicis amb la finalitat d'intensificar les seves vides sexuals. Aquests exercicis no venen acompanyats de dolors sospitosos (per exemple, en la bufeta, genital és o escrot). L'aparició de símptomes anormals han de ser consultats amb un especialista, per exemple, un uròleg.
Un dels exercicis més comuns és l'anomenat parar i continuar, documentat per Semans l'any 1956.
Un 95% dels subjectes exposats a aquests exercicis aconsegueixen aprendre a controlar l'ejaculació entre 5 i 10 minuts. Amb aquests exercicis, l'home amb l'erecció assolida per la seva pròpia estimulació (masturbació), deté l'estimulació fins que perd l'erecció del seu penis. En aquest punt, reprèn la masturbació per aconseguir noves ereccions, fent-ho 2 o 3 vegades i la darrera s'ejacula. Gradualment, per un període de diverses setmanes, aconsegueix estimular-per períodes més extensos, eventualment guanyant autocontrol ejaculador. Perquè la tècnica tingui èxit, el subjecte ha d'evitar desanimar-se, en el procés, ejacula amb molta rapidesa.
Una altra variant, per exemple, és el d'estimular el cos fins al fre del prepuci, i amb el temps, seguir explorant el gland a mesura que aconsegueixi millorar el control. Altres variants s'enfoquen a enfortir el múscul pubococcigeal, trobat en ambdós gèneres, (vegeu Exercicis de Kegel).

#### Participació de la parella
La parella del pacient sol integrar-se en aquests exercicis. Poden estimular al pacient usant la tècnica de parar i continuar. Quan el subjecte hagi aconseguit cert nivell de control ejaculatori, la parella pot llavors ser penetrada, inicialment sense la ritmicitat penetrant, fins al punt que estiguin llestos tots dos amants per a l'ejaculació. Amb una seqüència de menor a major estimulació del penis, inicialment sols amb masturbació per parella, per passar després al coit amb la parella a la posició superior i finalment amb qualsevol altra posició. Sempre transmetent les sensacions a la parella per tal de poder parar.
L'ajuda i col·laboració de la parella és essencial per superar el problema de l'ejaculació precoç. La comunicació oberta entre la parella evita conflictes conjugals. D'altra banda, la participació de la parella en el procés terapèutic està indicada i és tan important que es converteix en un instrument essencial per garantir l'èxit del tractament. Sense el suport emocional i la comprensió de part de la seva parella, el subjecte té poques probabilitats d'aconseguir el nivell de relaxació requerit per a la gratificació sexual. Tant l'home com la seva parella podrien comunicar els seus sentiments obertament i amb sensibilitat. El subjecte hauria d'aprendre a complaure sexualment la seva parella, mentre aconsegueixen sobreposar-se de la seva ejaculació precoç. En l'ejaculació precoç la parella haurà de donar-li suport perquè d'aquesta manera no se senti sol i sense confiança.
Alguns terapeutes suggereixen l'ús de dispositius dissenyats per cobrir part del penis durant la penetració, minimitzant l'estimulació de l'home sense reduir l'estimulació i satisfacció vaginal o  anal de la seva parella. Altres sexòlegs afegeixen a la teràpia certes posicions sexuals que tendeixen a permetre una major durada de l'acte sexual incloent la penetració duradora de la parella del pacient.

#### Excepcions
Hi ha individus que tenen la capacitat de mantenir una erecció sense dificultats, fins i tot després d'ejacular.
Encara que estudis científics han afirmat i demostrat que "pensar en altres coses" a l'hora de tenir relacions sexuals no retarda l'ejaculació, hi ha individus que, igual que poden mantenir una erecció després d'ejacular, pot funcionar en ells aquesta tècnica, que consisteix a pensar coses no eròtiques, com la taula de multiplicar, una anècdota o recordar coses.
Encara que són excepcions, hi ha casos de persones que poden tenir alguna d'aquestes dues habilitats com ejaculadors precoços.

### Medicaments

#### Antidepressius
Els  inhibidors selectius de la recaptació de serotonina (ISRS) han demostrat ser efectius en retardar l'ejaculació en homes tractats per trastorns psiquiàtrics. Es consideren als ISRS com els més efectius en el tractament farmacològic de l'ejaculació precoç, entre ells, paroxetina, fluoxetina i sertralina; i darrerament la dapoxetina (Priligy).
A Mèxic es van fer estudis en pacients amb aquest problema d'ejaculació precoç utilitzant un ISRS a dosis diàries d'efecte prolongat, com la paroxetina amb una dosi utilitzada va ser de 15 o 20 mg una vegada al dia durant un període de tres mesos, aconseguint-se incrementar el temps en 3.5 vegades amb 15 mg i fins a 03/07 vegades amb 20 mg. Permetent a l'home decidir la freqüència i el moment per tenir relacions.
En la percepció de la parella la trobada sexual s'ha de donar de forma espontània no planejada, sense pressió de temps i dins d'un ambient de confiança i seguretat. Això es compleix al 100% en un tractament d'ús continu on la llibertat de decisió està en la parella i no en un fàrmac de curta durada.
Això correspon amb l'estudi del Dr. Marcel Waldinger "The Majority of Men with Lifelong Premature Ejaculation Preferències Daily Drug Treatment: An Observation study in a consecutive Group of Dutch Men", on s'esmenta que els homes prefereixen un tractament a dosis contínues, ja que afavoreix l'espontaneïtat i confiança en la parella.
També s'ha utilitzat la clomipramina (Anafranil).

#### Altres
- Tramadol (EFG, Adolonta, Gelotradol, Zytram).[26]

### Cirurgia
Hi ha dues cirurgies diferents, ambdues desenvolupades a Corea del Sud, per tractar permanentment l'ejaculació precoç: la neurectomia dorsal selectiva i l'augment del gland del penis mitjançant un gel de hialuronà. La circumcisió no ha mostrat cap efecte sobre l'EP. Les directrius de la Societat Internacional de Medicina Sexual no recomanen cap tractament quirúrgic a causa del risc de pèrdua permanent de la funció sexual i dades insuficients fiables i per violar el principi mèdic de no-maleficència com a la cirurgia pot comportar complicacions, de les quals potser encara no es coneixen algunes.